# Montvalen
Montvalen (okzitanisch: Montvalent) ist eine südfranzösische Gemeinde mit 243 Einwohnern (Stand: 1. Januar 2022) im Département Tarn in der Region Okzitanien. Die Gemeinde gehört zum Arrondissement Albi und zum Kanton Vignobles et Bastides. Die Einwohner werden Montvalénois und Montvalénoises genannt.

## Geografie
Montvalen liegt an der Grenze zum benachbarten Département Haute-Garonne, etwa 45 Kilometer westsüdwestlich von Albi und etwa 25 Kilometer südöstlich von Montauban entfernt. Das Gebiet der Gemeinde wird vom Fluss Souet und verschiedenen anderen kleinen Wasserläufen entwässert.
Umgeben wird Montvalen von den Nachbargemeinden Tauriac im Norden, Grazac im Osten, Roquemaure im Süden und Südosten, Mirepoix-sur-Tarn (Haute-Garonne) im Süden, Layrac-sur-Tarn (Haute-Garonne) im Süden und Südwesten, Bondigoux (Haute-Garonne) im Westen und Südwesten, Villemur-sur-Tarn (Haute-Garonne) im Westen sowie Le Born (Haute-Garonne) im Nordwesten.

## Bevölkerungsentwicklung

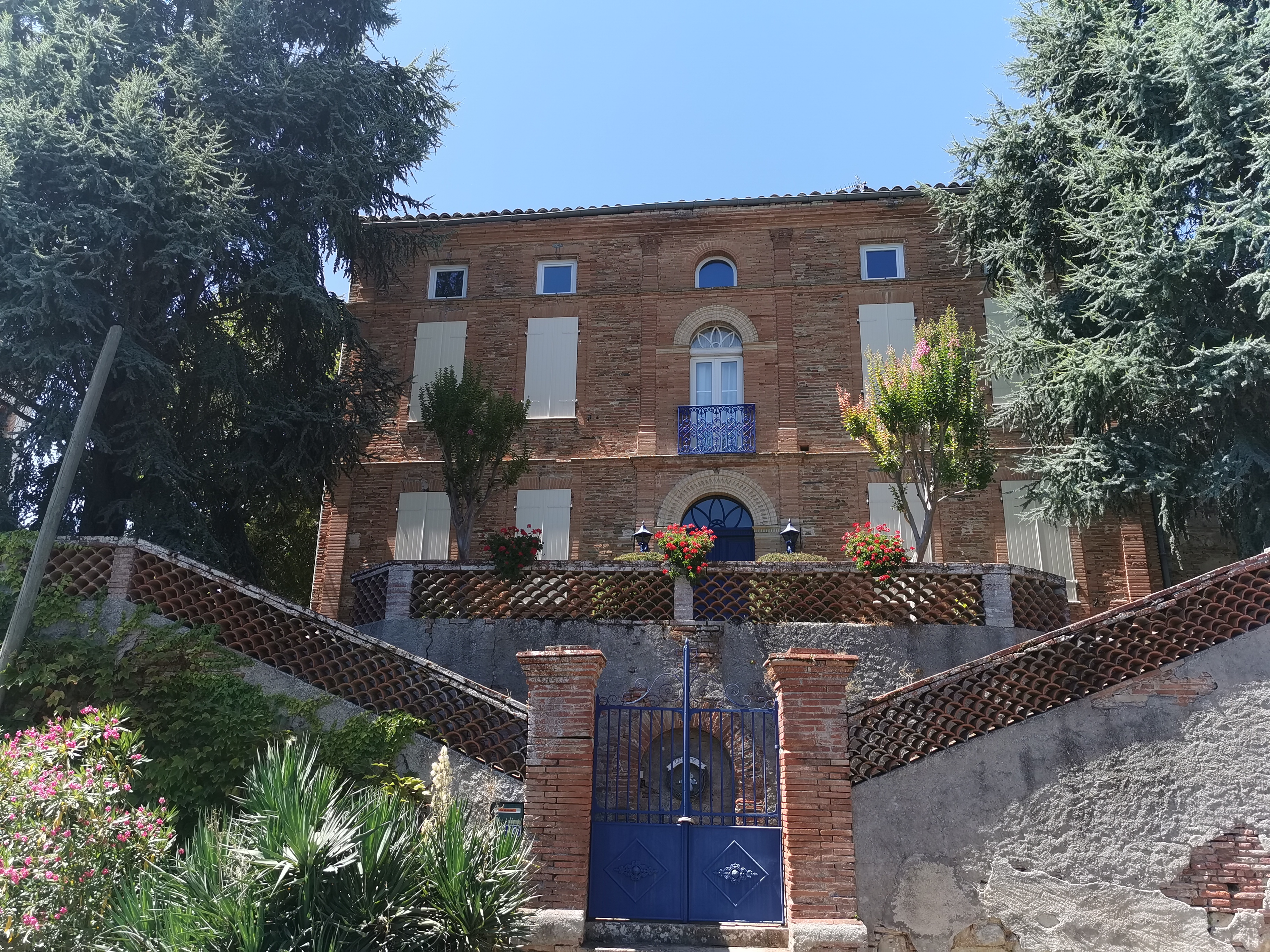
Schloss Montvalen

| Jahr                       | 1962 | 1968 | 1975 | 1982 | 1990 | 1999 | 2006 | 2013 | 2020 |
| Einwohner                  | 177  | 165  | 138  | 121  | 134  | 157  | 190  | 213  | 239  |
| Quellen: Cassini und INSEE |      |      |      |      |      |      |      |      |      |

## Sehenswürdigkeiten
- Kirche Saint-Martin
- Schloss Montvalen im neoklassischen Stil aus dem 19. Jahrhundert